# گروه لی
در ریاضیات، گروه لی (به انگلیسی: Lie Group)، گروهی است که همزمان منیفلد دیفرانسیل‌پذیر نیز باشد. منیفلد، فضایی است که به‌طور موضعی شبیه فضای اقلیدسی است، در حالی که گروه، فضایی است که مفهوم ضرب و معکوس آن (یعنی تقسیم) را مجردسازی می‌کند. با ترکیب این دو ایده، گروهی پیوسته بدست می‌آید که همزمان می‌توان نقاط آن را در هم ضرب نموده و هر عضو آن نیز معکوس دارد. اگر علاوه بر این خصوصیات، عمل ضرب و معکوس‌گیری هموار (دیفرانسیل‌پذیر) باشند، گروه مورد نظر تبدیل به گروه لی می‌گردد.
گروه‌های لی، مدل طبیعی برای مفهوم تقارن پیوسته ارائه می‌کنند، مثال معروفی از آن، تقارن دورانی در سه بعد است (که با گروه متعامد خاص {\displaystyle SO(3)} داده می‌شود). گروه‌های لی، به‌طور گسترده در بخش‌های متعددی از ریاضیات و فیزیک نوین مورد استفاده قرار می‌گیرند.
گروه‌های لی اولین بار با مطالعه زیرگروه‌هایی از گروه‌های ماتریس‌های {\displaystyle n\times n} معکوس‌پذیر {\displaystyle \operatorname {GL} _{n}(\mathbb {R} )} و {\displaystyle \operatorname {GL} _{n}\left(\mathbb {C} \right)} روی میدان‌های {\displaystyle \mathbb {R} } و {\displaystyle \mathbb {C} } یافت شدند. اکنون این گروه‌ها را گروه‌های کلاسیک می‌نامند، چرا که در حال حاضر این مفهوم از اصل خود بسیار فراتر رفته است. گروه‌های لی را به نام ریاضی‌دان نروژی سوفوس لی (۱۸۴۲–۱۸۹۹ میلادی) نامگذاری کرده‌اند. او کسی بود که بنیان‌های نظریه گروه‌های تبدیلات پیوسته را پی‌ریزی نمود. انگیزه اصلی لی برای معرفی گروه‌های لی، مدل‌سازی تقارن‌های پیوسته ای از معادلات دیفرانسیل بود، دقیقاً به همان ترتیبی که گروه‌های متناهی را در نظریه گالوا جهت مدل‌سازی تقارن‌های گسسته معادلات جبری به کار می‌برند.

## تاریخچه
براساس موثق‌ترین منبع از تاریخچه ابتدایی گروه‌های لی (هاوکینز، صفحه ۱)، سوفوس لی زمستان ۱۸۷۳–۱۸۷۴ را به عنوان تاریخ تولد گروه‌های پیوسته در نظر گرفت. با این حال، هاوکینز پیش نهاد می‌دهد که «فعالیت تحقیقاتی شگرف لی طی دوره چهارساله از پاییز ۱۸۶۹ تا پاییز ۱۸۷۳» بود که منجر به خلق این نظریه شد (همان مرجع). برخی از ایده‌های اولیه لی در همکاری نزدیک با فلیکس کلاین شکل گرفتند. لی هر روز از اکتبر ۱۸۶۹ تا ۱۸۷۲ با کلاین ملاقات می‌کرد: در برلین از انتهای اکتبر ۱۸۶۹ تا پایان فوریه ۱۸۷۰، و طی دو سال بعدی در پاریس، گوتینگن و ارلانگن (همان مرجع، صفحه ۲). لی بیان نمود که تمام نتایج اصلی تا ۱۸۸۴ بدست آمده بودند. اما طی دهه ۱۸۷۰ میلادی، تمام مقالات او (به جز اولین یادداشت) در ژورنال‌های نروژی منتشر شده بودند، که مانع از شناخته شدن اثر او در بقیه اروپا شد (همان، صفحه ۷۶). در ۱۸۸۴ میلادی، یک ریاضیدان آلمانی به نام فریدریش انگل، برای کار سازمان یافته جهت ارائه نظریه اش در مورد گروه‌های پیوسته، نزد لی آمد. از تلاش‌های او، اثر سه جلدی Theorie der Transformationsgruppen حاصل شد که در سال‌های ۱۸۸۸ و ۱۸۹۰ و ۱۸۹۳ میلادی منتشر شدند. اصطلاح groupes de Lie اولین بار در ۱۸۹۳ میلادی در رساله شاگرد لی به نام آرتور ترسه (Arthur Tresse) در فرانسه ظاهر شد.
ایده‌های لی از بقیه ریاضیات منزوی باقی نماند. در حقیقت علاقه او به هندسه معادلات دیفرانسیل برای اولین بار از کارهای کارل گوستاو یاکوبی، در مورد نظریه معادلات دیفرانسیل با مشتقات جزئی مرتبه اول و معادلات مکانیک کلاسیک سرچشمه گرفت. بیشتر کارهای یاکوبی بعد از مرگش در دهه ۱۸۶۰ میلادی منتشر شد، که علاقه‌مندی‌های زیادی را در فرانسه و آلمان برانگیخت (هاوکینز، صفحه ۴۳). اثر لی با عنوان idée fixe، نظریه ای از تقارن‌های معادلات دیفرانسیلی را توسعه می‌داد که همان نقش اواریست گالوا برای معادلات جبری را در آنجا ایفا می‌نمود: یعنی، آن‌ها را براساس نظریه گروه‌ها رده‌بندی می‌کرد. لی و سایر ریاضی‌دانان نشان دادند که بیشتر معادلات مهم برای توابع خاص و همچنین چندجمله‌ای‌های متعامد، اغلب از تقارن‌های نظریه گروهی ظهور می‌کنند. در اثر اولیه لی، ایده ای مبنی بر ساخت نظریه ای از گروه‌های پیوسته وجود داشت، تا بدین طریق نظریه گروه‌های گسسته که در نظریه فرم‌های ماژولار (پیمانه‌ای) به دست فلیکس کلاین و آنری پوانکاره توسعه یافته بود را تکمیل کند. کاربرد اولیه‌ای که لی در ذهن داشت، مربوط به نظریه معادلات دیفرانسیل بود. براساس مدل نظریه گالوا و معادلات چندجمله‌ای، انگیزه اصلی این بود که با مطالعه تقارن‌ها نظریه ای شکل دهند که کل حوزه مربوط به معادلا دیفرانسیل معمولی را به وسیله آن متحد سازند. با این حال، آرزوی این که نظریه لی تمام معادلات دیفرانسیل معمولی را متحد کند، تحقق نیافت. البته روش‌های تقارنی برای ODEها هنوز هم مورد مطالعه اند، اما در این شاخه نقش غالب را ندارند. نظریه ای به نام نظریه گالوای دیفرانسیلی موجود است، ولی این نظریه توسط دیگرانی چون پیکارد (Picard) و وسیوت (Vessiot) توسعه داده شده و نظریه تربیعات (quadratures)، که انتگرال‌های نامعینی جهت بیان جواب‌ها لازم اند را ارائه می‌کند.
نیروی محرکه دیگری جهت بررسی گروه‌های پیوسته، از سوی ایده‌های برنهارت ریمان تأمین شد. این ایده‌ها مربوط به بنیادهای هندسه بودند که کلاین پیشرفت‌های بیشتری در آن‌ها ایجاد نمود. ازین رو، سه سبک اصلی ریاضیات قرن نوزدهم توسط لی ترکیب شدند تا بدین طریق نظریه جدیدش را پایه‌گذاری کند: ایده تقارن، که توسط گالوا و از طریق مفهوم جبری گروه بیان شد؛ نظریه هندسی و جواب‌های صریح در قالب معادلات دیفرانسیل از مکانیک، که توسط پواسون و یاکوبی ارائه شد؛ و فهم جدیدی از هندسه که در کارهای پلوک، موبیوس، گراسمان و سایرین ظهور یافت و همچنین در بینش انقلابی ریمان در ارتباط با این موضوع به حد اعلای خود رسید.
گرچه که امروزه، سوفوس لی را به درستی به عنوان خالق نظریه گروه‌های پیوسته می‌شناسند، قدم بلندی در پیشرفته نظریه ساختاری آن، توسط ویلهلم کیلینگ شکل گرفت که اثرات عمیقی در پیشرفت‌های بعدی ریاضیات داشت. ویلهلم کیلینگ در ۱۸۸۸ میلادی اولین مقاله از سری مقالات خود را با عنوان Die Zusammensetzung der stetigen endlichen Transformationsgruppen (به معنی: ترکیب گروه‌های تبدیلی متناهی پیوسته) منتشر ساخت (هاوکینز، صفحه ۱۰۰). اثر کیلینگ که بعد توسط الی کارتان تعمیم یافته و اصلاح شد، منجر به کشف و توسعه این موارد شد: رده‌بندی جبرهای لی نیم-ساده، نظریه فضاهای تقارنی، توصیف هرمان ویل در مورد نمایش‌های گروه‌های لی نیم-ساده و فشرده با استفاده از بالاترین وزن‌ها.
در ۱۹۰۰ میلادی، دیوید هیلبرت، متخصصان نظریه لی را با مسئله پنجمش به چالش کشید. او این مسئله را در کنگره جهانی ریاضی‌دانان در پاریس ارائه نمود.
ویل، موجب بارورسازی اولین دوره از توسعه و پیشرفت نظریه گروه‌های لی شد، چرا که نه تنها نمایش‌های تحویل‌ناپذیر گروه‌های لی نیم-ساده را رده‌بندی کرده و نظریه گروه‌ها را با مکانیک کوانتومی مرتبط نمود، بلکه با شفاف سازی تمایز بین گروه‌های بی‌نهایت‌کوچک‌ها (که در حقیقت همان جبرهای لی هستند) و گروه‌های لی واقعی، خود نظریه لی را بر شالوده‌های مستحکمی بنا نهاد و تحقیقات حول توپولوژی گروه‌های لی را آغاز نمود. نظریه گروه‌های لی، در تک‌نگاره‌ای توسط کلاود شوالی، به صورت نظام‌مند و به زبان ریاضیاتی نوین، مورد بررسی مجدد قرار گرفت.

## مرور کلی

مجموعه تمام اعداد مختلط با قدر مطلق ۱ (متناظر با نقاط روی دایره به مرکز صفر و شعاع ۱ در صفحه مختلط)، تحت عمل ضرب مختلط تشکیل گروه لی می‌دهد، به این گروه، گروه دایره‌ای گفته می‌شود.

گروه‌های لی، منیفلدهای دیفرانسیل‌پذیر همواری اند و از این نظر می‌توان در مقایسه با حالت کلی تر گروه‌های توپولوژیکی، آن‌ها را با استفاده از حساب دیفرانسیل مطالعه نمود. یکی از ایده‌های اصلی نظریه گروه‌های لی، جایگزین سازی اشیاء سراسری، یعنی گروه‌ها با نسخه موضعی یا خطی‌سازی شده آن‌ها می‌باشد، که سوفوس لی آنها را «گروه بی‌نهایت کوچک‌ها» می‌نامید و اکنون به جبر لی معروف شده‌اند.
گروه‌های لی نقش بزرگی را در سطوح مختلف و متعددی از هندسه نوین ایفاء می‌کنند. فلیکس کلاین در برنامه ارلانگن اش مدعی شد که می‌توان «هندسه‌های» متنوعی را با تعیین گروه‌های تبدیلی مناسب که خواص هندسی بخصوصی را ناوردا باقی می‌گذارند، مورد بررسی قرار داد. ازین رو، هندسه اقلیدسی متناظر با  انتخاب گروه {\displaystyle E(3)} از تبدیلات حافظ فاصله روی فضای اقلیدسی {\displaystyle \mathbb {R} ^{3}} است، هندسه همدیس متناظر با بزرگ سازی گروه مذکور به گروه همدیس بوده در حالی که در هندسه تصویری، علاقه‌مند به خواص ناوردا تحت گروه تصویری می‌باشند. این ایده بعدها منجر به مفهوم G-ساختار شد که در آن G گروه لی از تقارن‌های «موضعی» یک منیفلد است.
گروه‌های لی (و جبرهای لی متناظرشان)، نقش مهمی در فیزیک نوین بازی کرده، به طوری که گروه لی اغلب نقش تقارن یک سامانه فیزیکی را بازی می‌کند. در اینجا، نمایش‌های گروه لی (یا نمایش‌های جبر لی اش) از اهمیت ویژه ای برخوردار اند. از نظریه نمایش به‌طور گسترده در فیزیک ذرات استفاده می‌گردد. گروه‌هایی که نمایش‌هایشان از اهمیت خاصی برخوردارند شامل این موارد اند: گروه دورانی {\displaystyle SO(3)} (یا گروه پوشش مضاعفش {\displaystyle SU(2)})، گروه یکه خاص {\displaystyle SU(3)} و گروه پوانکاره.
در سطح «سراسری»، هرگاه یک گروه لی روی یک شیء هندسی چون منیفلد ریمانی یا منیفلد سیمپلکتیک کنش کند، این کنش اندازه‌ای جهت سنجش میزان صلب بودن ارائه کرده و منجر به ساختار جبری غنی ای می‌گردد. حضور تقارن‌های پیوسته، از طریق یک کنش گروه لی روی یک منیفلد بیان شده و قیود قوی ای روی هندسه حاصل از آن قرار داده و آنالیز روی منیفلد را تسهیل می‌سازد. کنش‌های خطی گروه‌های لی، اهمیت ویژه‌ای داشته و در نظریه نمایش مورد مطالعه واقع شده‌اند.
در دهه‌های ۱۹۴۰ و ۱۹۵۰ میلادی، الی کولچین، آرمند بورل و کلاود شوالی متوجه شدند که بسیاری از نتایج بنیادین مربوط به گروه‌های لی را می‌توان به‌طور کاملاً جبری توسعه داد. این کار منجر به نظریه گروه‌های جبری تعریف شده بر روی میدان دلخواه می‌گردد. این بینش، با ارائه ساختار یکپارچه ای برای بسیاری از گروه‌های ساده متناهی و همچنین هندسه جبری، دریچه ای از امکانات جدید را در جبر محض باز نمود. نظریه فرم‌های اتومورفیک، که شاخه مهمی از نظریه اعداد نوین است، به‌طور گسترده با ساختارهای مشابه با گروه‌های لی روی حلقه‌های آدل سروکار دارد؛ در این حوزه، گروه‌های لی p-ادیک از طریق ارتباطاتشان با نمایش‌های گالوا در نظریه اعداد، نقش مهمی را ایفا می‌کنند.

## تعاریف و مثال‌ها
گروه لی عبارت است از گروهی که همزمان منیفلد هموار نیز باشد، به گونه ای که عمل ضرب و وارون گروهی، نگاشت‌های همواری باشند. هموار بودن عمل گروهی:
{\displaystyle \mu :G\times G\to G\quad \mu (x,y)=xy}
بدان معنا است که {\displaystyle \mu } یک نگاشت هموار از منیفلد حاصلضربی {\displaystyle G\times G} به {\displaystyle G} است. این دو شرط را می‌توان در یک شرط واحد، یعنی هموار بودن نگاشت زیر ترکیب نمود:
{\displaystyle (x,y)\mapsto x^{-1}y}
نگاشت فوق، نگاشت همواری از منیفلد حاصلضربی {\displaystyle G\times G} به {\displaystyle G} است.

### اولین مثال‌ها
- ماتریس‌های وارون پذیر ۲ × ۲ گروهی را تحت ضرب تشکیل می‌دهند که توسط {\displaystyle \operatorname {GL} _{2}(\mathbb {R} )} یا {\displaystyle \operatorname {GL} (2,\mathbb {R} )} نشان داده می‌شوند:

{\displaystyle \operatorname {GL} (2,\mathbf {R} )=\left\{A={\begin{pmatrix}a&b\\c&d\end{pmatrix}}:\,\det A=ad-bc\neq 0\right\}}
گروه فوق، یک گروه لی حقیقی چهار بعدی نافشرده، و همچنین زیر مجموعه بازی از {\displaystyle \mathbb {R^{4}} } است. این گروه ناهمبند است که دو مؤلفه همبندی متناظر با مقادیر مثبت و منفی دترمینانش دارا است.
- ماتریس دورانی، زیر گروهی از{\displaystyle \operatorname {GL} (2,\mathbb {R} )} را تشکیل می‌دهد که با {\displaystyle \operatorname {SO} (2,\mathbb {R} )} نمایش داده می‌شود. این گروه به خودی خود یک گروه لی است: به‌طور خاص، یک گروه لی یک بعدی فشرده همبند است که با دایره دیفئومورف است. با استفاده از زاویه دورانی به عنوان یک پارامتر، این گروه را می‌توان به صورت زیر پارامتریزه نمود:

{\displaystyle \operatorname {SO} (2,\mathbf {R} )=\left\{{\begin{pmatrix}\cos \varphi &-\sin \varphi \\\sin \varphi &\cos \varphi \end{pmatrix}}:\,\varphi \in \mathbf {R} /2\pi \mathbf {Z} \right\}.}
اضافه کردن زوایا، متناظر با ضرب عناصر {\displaystyle \operatorname {SO} (2,\mathbb {R} )} و زاویه منفی (در تقارن با محور ایکس‌ها) متناظر با عنصر معکوس در این گروه خواهد بود؛ بنابراین هم ضرب و هم معکوس‌گیری، نگاشت‌های دیفرانسیل پذیری می‌باشند.
- گروه آفین یک بعدی، یک گروه ماتریس دوبعدی لی است که از ماتریس‌های مثلثی ۲ * ۲ حقیقی و بالا-مثلثی تشکیل شده‌است. به گونه ای که اولین درایه قطری مثبت و دومین درایه قطری برابر با ۱ است؛ بنابراین، این گروه از ماتریس‌هایی به فرم زیر تشکیل شده‌است:

{\displaystyle A=\left({\begin{array}{cc}a&b\\0&1\end{array}}\right),\quad a>0,\,b\in \mathbb {R} .}

### نا-مثال

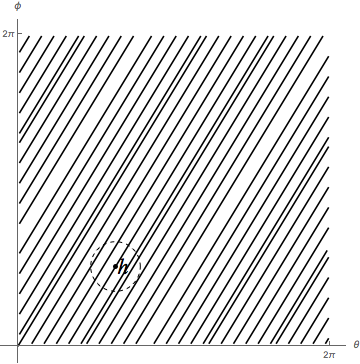
قسمتی از گروه که درون قرار می‌گیرد. همسایگی‌های کوچک عنصر دلخواه در توپولوژی زیرفضایی روی ناهمبند می‌باشند.

اکنون مثالی از یک گروه با تعداد ناشمارا عضو را ارائه می‌کنیم که تحت توپولوژی خاصی گروه لی نباشد. گروه:
{\displaystyle H=\left\{\left({\begin{matrix}e^{2\pi i\theta }&0\\0&e^{2\pi ia\theta }\end{matrix}}\right):\,\theta \in \mathbb {R} \right\}\subset \mathbb {T} ^{2}=\left\{\left({\begin{matrix}e^{2\pi i\theta }&0\\0&e^{2\pi i\phi }\end{matrix}}\right):\,\theta ,\phi \in \mathbb {R} \right\},}
که در آن {\displaystyle a\in \mathbb {R} \setminus {Q}}، عدد گنگ ثابتی است. این گروه، زیرگروهی از چنبره {\displaystyle \mathbb {T} ^{2}} است که نسبت به توپولوژی زیرفضایی، گروه لی نیست. به عنوان مثال، اگر هر همسایگی کوچک دلخواهی چون {\displaystyle U} از نقطه ای همچون {\displaystyle h} از {\displaystyle H} را در نظر بگیریم، بخشی از {\displaystyle H} که درون {\displaystyle U} قرار می‌گیرد ناهمبند خواهد بود. گروه {\displaystyle H} به‌طور مکرر و بدون ملاقات با نقاط قبلی مارپیچی که از آن عبور کرده، حول چنبره مورد نظر پیچیده و ازین رو تشکیل زیرگروه چگالی از {\displaystyle \mathbb {T} ^{2}} می‌دهد.
با این‌حال، گروه {\displaystyle H} را می‌توان مجهز به توپولوژی متفاوتی کرد که در آن فاصله نقاط {\displaystyle h_{1},h_{2}\in H} به صورت طول کوتاه‌ترین مسیر در گروه {\displaystyle H} تعریف می‌شود که نقطه {\displaystyle h_{1}} و {\displaystyle h_{2}} را به هم متصل می‌کند. در این توپولوژی، {\displaystyle H} هومئومورف با خط حقیقی است، به گونه‌ای که هر عنصر آن را می‌توان با عدد {\displaystyle \theta } در تعریف {\displaystyle H} یکی‌سازی نمود. براساس این توپولوژی، {\displaystyle H} صرفاً گروه اعداد حقیقی تحت ضرب بوده و لذا یک گروه لی است.
گروه {\displaystyle H} مثالی از یک «زیرگروه لی» است که بسته نیست. بحثی که در مورد زیرگروه‌های لی در ادامه می‌آید (در بخش مفاهیم پایه‌ای) را ببینید.

### گروه‌های لی ماتریسی
فرض کنید {\displaystyle \operatorname {GL} (n,\mathbb {C} )} گروه ماتریس‌های معکوس‌پذیر {\displaystyle n\times n} باشد که درایه‌های آن عضوی از {\displaystyle \mathbb {C} } باشند. هر زیرگروه بسته‌ای از {\displaystyle \operatorname {GL} (n,\mathbb {C} )} یک گروه لی خواهد بود؛ گروه‌های لی از این نوع را گروه‌های لی ماتریسی می‌نامند. از آنجا که بسیاری از مثال‌های جالب از گروه‌های لی را می‌توان به صورت گروه‌های لی ماتریسی محقق ساخت، برخی از کتب درسی همچون هال و راسمن توجه خود را محدود به این دسته از گروه‌ها می‌کنند. محدود کردن تمرکز بر روی گروه‌های لی ماتریسی، تعریف جبر لی و نگاشت نمایی را ساده می‌کند. در زیر مثال‌های استانداردی از گروه‌های لی ماتریسی آمده‌است:
- گروه‌های خطی خاص روی {\displaystyle \mathbb {R} } و {\displaystyle \mathbb {C} }، یعنی به ترتیب {\displaystyle \operatorname {SL} (n,\mathbb {R} )} و {\displaystyle \operatorname {SL} (n,\mathbb {C} )} که شامل ماتریس‌های {\displaystyle n\times {n}} با دترمینان ۱ اند و درایه‌های آن عضو {\displaystyle \mathbb {R} } یا {\displaystyle \mathbb {C} } می‌باشند.
- گروه‌های یکانی و گروه‌های یکانی خاص که به ترتیب با نمادهای {\displaystyle U(n)} و {\displaystyle SU(n)} نشان داده شده و شامل ماتریس‌های مختلط {\displaystyle n\times n} بوده که در اتحاد {\displaystyle U^{*}=U^{-1}} صدق می‌کنند (همچنین در مورد {\displaystyle SU(n)}، خاصیت {\displaystyle det(U)=1} نیز برقرار است).
- گروه‌های متعامد و گروه‌های متعامد خاص که به ترتیب با نمادهای {\displaystyle O(n)} و {\displaystyle SO(n)} نشان داده شده و شامل ماتریس‌های {\displaystyle n\times n} اند که در اتحاد {\displaystyle R^{T}=R^{-1}} صدق می‌کنند (همچنین در مورد {\displaystyle SO(n)}، خاصیت {\displaystyle \operatorname {det} (R)=1} نیز برقرار است).

تمام مثال‌های پیشین تحت عنوان گروه‌های کلاسیک طبقه‌بندی می‌گردند.

### مفاهیم مرتبط
گروه لی مختلط به طریق مشابه و با استفاده از منیفلدهای مختلط به جای منیفلدهای حقیقی تعریف می‌گردد (مثل: {\displaystyle \operatorname {SL} (2,\mathbb {C} )}). همین‌طور به طریق مشابه، به جای کامل‌سازی متریک میدان {\displaystyle \mathbb {Q} }، می‌توان روی اعداد p-ادیک، گروه لی p-ادیک تعریف نمود، گروه توپولوژیکی که در آن هر نقطه دارای همسایگی p-ادیک می‌باشد.
مسئله پنجم هیلبرت می‌پرسد که آیا به تعویض منیفلدهای دیفرانسیل‌پذیر با منیفلدهای توپولوژیکی یا تحلیلی می‌توان مثال‌های جدید ساخت یا خیر. به نظر می‌رسد که جواب به این سؤال منفی باشد: در ۱۹۵۲ میلادی، گلیسون، مونتگومری و زیپین نشان دادند که اگر G یک منیفلد توپولوژیکی با اعمال گروهی پیوسته باشد، آن‌گاه دقیقاً یک ساختار تحلیلی روی G وجود دارد که به نظر می‌رسد یک گروه لی باشد (حدس هیلبرت-اسمیت). اگر اجازه دهیم که منیفلد زیرین بی‌نهایت بعدی باشد (مثل منیفلد هیلبرت)، آنگاه به مفهوم گروه لی بی‌نهایت-بعدی می‌رسیم. امکان تعریف نسخه‌های متعددِ مشابه با گروه‌های لی بر روی میدان‌های متناهی وجود دارد که بدین ترتیب بیشترین مثال از گروه‌های ساده متناهی تشکیل می‌گردند.
با کمکم زبان نظریه رسته‌ها، تعریف دقیقی برای گروه‌های لی ایجاد می‌گردد: گروه لی، یک شیء گروهی در رسته منیفلدهای هموار است. این تعریف مهم است، چرا که امکان تعمیم مفهوم گروه‌های لی به ابرگروه‌های لی را فراهم می‌آورد.

### تعریف توپولوژیکی
گروه لی را می‌توان بدون درنظر گرفتن ساختار دیفرانسیل‌پذیری روی منیفلدها، به صورت گروه توپولوژیکی هاسدورفی تعریف نمود که نزدیک عضو همانی شبیه یک گروه تبدیل است. ما در ابتدا گروه لی خطی ایمرس شده ای را به صورت زیرگروه {\displaystyle G} از گروه خطی عام {\displaystyle \operatorname {GL} (n,\mathbb {C} )} چنان تعریف می‌کنیم که:
1. همسایگی V از عنصر همانی e در {\displaystyle G} وجود دارد به طوری که توپولوژی روی V به صورت توپولوژی زیرفضایی از {\displaystyle \operatorname {GL} (n,\mathbb {C} )} بوده و V نیز در {\displaystyle \operatorname {GL} (n,\mathbb {C} )} بسته باشد.
2. مؤلفه‌های همبندی G حداکثر شمارا اند.

(به عنوان مثال، زیرگروه بسته‌ای از {\displaystyle \operatorname {GL} (n,\mathbb {C} )}؛ یعنی گروه لی ماتریسی که در شرایط فوق صدق کند)
سپس گروه لی به صورت گروهی توپولوژیکی تعریف می‌شود که (۱) نزدیک همانی به گروه لی خطی ایمرس شده به‌طور موضعی یکریخت باشد و (۲) تعداد مؤلفه‌های همبندی آن حداکثر شمارا باشد. نشان دادن معادل بودن تعریف توپولوژیکی مذکور با تعریف رایج عملی فنی است (و خوانندگان مبتدی باید از خواندن آن صرف نظر کنند)، اما به‌طور کلی و نادقیق به صورت زیر خلاصه می‌شود:
1. برای یک گروه لی در یک منیفلد معمولی، تناظر گروه لی-جبر لی (یا نسخه‌ای از قضیه سوم لی)، موجب ساخته شدن زیرگروه لی ایمرس شده‌ای چون {\displaystyle G'\subset \operatorname {GL} (n,\mathbb {C} )} می‌گردد چنان‌که {\displaystyle G} و {\displaystyle G'} خواص جبر لی مشترکی دارند؛ ازین رو، این دو به‌طور موضعی یکریخت اند؛ لذا، {\displaystyle G} در تعریف توپولوژیکی فوق صدق می‌کند.
2. برعکس، فرض کنید {\displaystyle G} یک گروه توپولوژیکی باشد که براساس تعریف توپولوژیکی فوق یک گروه لی بوده و یک گروه لی خطی ایمرس شده همچون {\displaystyle G'} که به‌طور موضعی یکریخت با {\displaystyle G} باشد را انتخاب کنید. سپس، براساس نسخه‌ای از قضیه زیرگروه بسته، {\displaystyle G'} منیفلد حقیقی-تحلیلی بوده و سپس از طریق یکریختی موضعی، {\displaystyle G} در نزدیکی عنصر همانی، ساختار منیفلدی به خود می‌گیرد. سپس می‌توان نشان داد که به کمک سری توانی صوری، روی {\displaystyle G} قانون گروهی بدست می‌آید؛[یادداشت ۱] بنابراین اعمال گروهی حقیقی-تحلیلی بوده و خود {\displaystyle G} نیز منیفلد حقیقی-تحلیلی می‌باشد.

تعریف توپولوژیکی گروه‌های لی این گزاره را ایجاب می‌کند: «اگر دو گروه به عنوان گروه‌های توپولوژیکی یکریخت باشند، به عنوان گروه‌های لی نیز یکریخت می‌باشند.» در حقیقت، این گزاره، این اصل کلی را بیان می‌دارد: «توپولوژی یک گروه لی به همراه قوانین گروهی، تا حد زیادی هندسه گروه را تعیین می‌کنند».

## مثال‌های بیشتر از گروه‌های لی
گروه‌های لی در ریاضیات و فیزیک به فراوانی دیده می‌شوند. گروه‌های ماتریسی یا گروه‌های جبری (به‌طور نادقیق) گروه‌های ماتریسی اند (به عنوان مثال، گروه‌های متعامد و سیمپلکتیک) و این شکل از گروه‌های لی، رایج‌ترین مثال‌ها ازین نوع گروه‌ها می‌باشند.

### ابعاد ۱ و ۲
تنها گروه‌های لی همبند از بعد یک، خط حقیقی (با عمل جمع) و گروه دایره‌ای {\displaystyle S^{1}} از اعداد مختلط با قدر مطلق ۱ (که عمل جمع در آن ضرب مختلط است) می‌باشند. گروه {\displaystyle S^{1}} را اغلب به صورت {\displaystyle U(1)} نشان داده که گروه ماتریس‌های یکانی {\displaystyle 1\times 1} است.
در دو بعد، اگر توجهمان را به گروه‌های همبند ساده معطوف کنیم، آنگاه می‌توان آن‌ها را براساس جبرهای لی‌شان رده‌بندی کرد. در حد یکریختی، تنها دو جبر لی از بعد دو موجودند. گروه‌های لی همبند ساده متناظر با {\displaystyle \mathbb {R} } (با عمل گروهی جمع برداری) و گروه آفین دو بعدی، در زیربخش قبلی تحت عنوان «اولین مثال‌ها» توصیف شدند.

### مثال‌های اضافه
- گروه {\displaystyle SU(2)}، گروه ماتریس‌های یکانی {\displaystyle 2\times 2} با دترمینان ۱ است. از نظر توپولوژیکی، {\displaystyle SU(2)} 3-کره {\displaystyle S^{3}} است؛ که به عنوان گروه می‌توان آن را با گروه یکان چهارگان‌ها یکی در نظر گرفت.
- گروه هایزنبرگ، گروه لی پوچتوان همبند از بعد ۳ است که نقش مهمی را در مکانیک کوانتومی بازی می‌کند.
- گروه لورنتزی، گروه لی ۶-بعدی از ایزومتری‌های خطی فضای مینکوفسکی است.
- گروه پوانکاره، گروه لی ۱۰-بعدی از ایزومتری‌های آفین فضای مینکوفسکی است.
- گروه‌های لی استثنایی از انواع {\displaystyle G_{2},F_{4},E_{6},E_{7},E_{8}}، به ترتیب دارای ابعاد {\displaystyle 14,52,78,133,248} اند. گروه‌های استثنایی به همراه سری‌های A-B-C-D از گروه‌های لی ساده، فهرست کاملی از گروه‌های لی ساده را تشکیل می‌دهند.
- گروه سیمپلکتیک {\displaystyle \operatorname {Sp} (2n,\mathbb {R} )}، شامل تمام ماتریس‌های {\displaystyle 2n\times 2n} اند که روی {\displaystyle \mathbb {R} ^{2n}} فرم سیمپلکتیک را حفظ می‌کنند. این گروه، گروه لی همبندی از بعد {\displaystyle 2n^{2}+n} است.

### ساختن
چندین روش استاندارد جهت ساخت گروه‌های لی جدید از گروه‌های لی قدیمی وجود دارد:
- ضرب دو گروه لی، یک گروه لی است.
- هر زیرگروه بسته توپولوژیکی از یک گروه لی، یک گروه لی است. این خاصیت را به عنوان قضیه زیرگروه بسته یا قضیه کارتان می‌شناسند.
- خارج‌قسمت تقسیم یک گروه لی بر روی یک زیرگروه نرمال بسته، یک گروه لی است.
- پوشش جهانی یک گروه لی همبند، یک گروه لی است. به عنوان مثال، گروه {\displaystyle \mathbb {R} }، پوشش جهانی برای گروه دایره‌ای {\displaystyle S^{1}} است. در حقیقت، هر پوششی برای یک منیفلد دیفرانسیل‌پذیر، خود یک منیفلد دیفرانسیل‌پذیر است، اما با تعیین پوشش جهانی، می‌توان وجود یک ساختار گروهی که سازگار با ساختارهای دیگر باشد را تضمین نمود.

### مفاهیم مرتبط
مثال‌هایی از گروه‌هایی که لی نیستند (هر گروه که حداکثر تعداد شمارایی عضو داشته باشد را می‌توان به صورت گروه لی ۰-بعدی مجهز به توپولوژی گسسته دید):
- گروه‌های بی‌نهایت بعدی، همچون گروه جمعی فضای برداری حقیقی بی‌نهایت-بعدی، یا فضای توابع هموار  {\displaystyle C^{\infty }(X,G)} از یک منیفلد همچون {\displaystyle X} به یک گروه لی چون {\displaystyle G}. این گروه‌ها لی نیستند، چرا که منیفلدهای متناهی-بعدی نیستند.
- برخی از گروه‌های کلاً ناهمبند، همچون گروه گالوای توسیع نامتناهی میدان‌ها، یا گروه جمعی اعداد p-ادیک. این گروه‌ها لی نیستند، چرا ه فضاهای زیرینشان منیفلدهای حقیقی نیستند (برخی از این گروه‌ها، «گروه‌های لی p-ادیک» هستند). در کل، تنها گروه‌های توپولوژیکی می‌توانند لی باشند که برای برخی از {\displaystyle n}ها، خواص موضعی مشابه با {\displaystyle \mathbb {R} } داشته باشند (البته، این گروه‌ها باید ساختار دیفرانسیل‌پذیر نیز داشته باشند).

## مفاهیم پایه‌ای

### جبر لی متناظر با یک گروه لی
می‌توانیم برای هر گروه لی، یک جبر لی مرتبط سازیم. در زیربنای جبر لی، فضای برداری وجود دارد که فضای مماس گروه لی متناظر با آن در عنصر همانی بوده که ساختار موضعی گروه لی را به‌طور کامل دربر دارد. به زبان ساده‌تر، می‌توانیم عناصر جبر لی را به عنوان عناصر گروه لی درنظر بگیریم که «بی‌نهایت نزدیک» به عنصر همانی بوده و کروشه لی جبر لی نیز به جابه‌جاگر دوتا عنصر بی‌نهایت کوچک این چنینی مرتبط است. قبل از ارائه تعریف مجرد، چند مثال در ادامه خواهند آمد:
- جبر لی فضای برداری {\displaystyle \mathbb {R} ^{n}}، صرفاً همان {\displaystyle \mathbb {R} ^{n}} است که کروشه لی آن به این صورت داده شده باشد:

{\displaystyle \left[A,B\right]=0}
(در کل، کروشه لی یک گروه لی همبند همیشه برابر صفر است اگر و تنها اگر گروه لی متناظر با آن آبلی باشد)
- جبر لی گروه خطی عام {\displaystyle \operatorname {GL} (n,\mathbb {C} )} از ماتریس‌های معکوس‌پذیر، فضای برداری {\displaystyle \operatorname {M} (n,\mathbb {C} )} از ماتریس‌های مربعی است که کروشه آن به صورت زیر می‌باشد:

{\displaystyle \left[A,B\right]=AB-BA}
- اگر {\displaystyle G} زیرگروه بسته‌ای از {\displaystyle \operatorname {GL} (n,\mathbb {C} )} باشد، آنگاه جبر لی {\displaystyle G} را می‌توان به به زبان ساده به صورت ماتریس‌های m از {\displaystyle \operatorname {M} (n,\mathbb {R} )} در نظر گرفت، چنان‌که {\displaystyle 1+\varepsilon m} در {\displaystyle G} بوده و {\displaystyle \varepsilon } عدد مثبت بی‌نهایت کوچکی با این خاصیت باشد که {\displaystyle \varepsilon ^{2}} (مطمئناً چنین عدد حقیقی وجود ندارد). به عنوان مثال، گروه متعامد {\displaystyle \operatorname {O} (n,\mathbb {R} )} شامل ماتریس‌های {\displaystyle A} است که {\displaystyle AA^{T}=1}، چنان‌که جبر لی آن شامل ماتریس‌های {\displaystyle m} است که در {\displaystyle (1+\varepsilon m)(1+\varepsilon m)^{T}=1} صدق کرده و در نتیجه در {\displaystyle m+m^{T}=0} صدق می‌کند، چون {\displaystyle \varepsilon ^{2}=0}.
- توصیف پیشین را می‌توان به این صورت مستحکم تر ساخت: جبر لی از زیرگروه بسته {\displaystyle G} از {\displaystyle G} را می‌توان به این صورت محاسبه نمود:

{\displaystyle \operatorname {Lie} (G)=\{X\in M(n;\mathbb {C} )|\operatorname {exp} (tX)\in G{\text{ for all }}t{\text{ in }}\mathbb {\mathbb {R} } \},}
که در آن {\displaystyle \operatorname {exp} (tX)} با استفاده از تابع نمایی ماتریسی تعریف شده‌است. می‌توان نشان داد که جبر لیِ گروه لی چون {\displaystyle G}، فضای برداری حقیقی است که تحت عمل کروشه‌گیری بسته‌است {\displaystyle \left[X,Y\right]=XY-YX}.
کار کردن با تعریف ملموسی که در بالا برای گروه‌های ماتریسی آمده راحت است، اما مشکلات جزئی دارد: برای این که از این تعریف استفاده شود، ابتدا باید یک گروه لی را به صورت گروهی از ماتریس‌ها نمایش داد، در حالی که این نمایش برای تمامی گروه‌های لی امکان‌پذیر نبوده و حتی مستقل بودن جبر لی از نمایشی که به کار می‌بریم هم واضح نیست. برای این که بر این مسائل فایق آییم، تعریف کلی از جبر لی یک گروه لی را ارائه می‌نماییم (در ۴ مرحله):
1. میدان‌های برداری روی هر منیفلد هموار چون {\displaystyle M} را می‌توان به صورت مشتقات {\displaystyle X} از حلقه توابع هموار روی یک منیفلد دید؛ بنابراین میدان‌های برداری تحت کروشه لی تشکیل جبر لی می‌دهند، چون کروشه لی هر دو مشتق، باز یک مشتق است.
2. اگر {\displaystyle G} گروه دلخواهی باشد که روی منیفلد {\displaystyle M} به‌طور هموار کنش می‌کند، آنگاه روی میدان‌های برداری هم کنش خواهد کرد و فضای برداری میدان‌های برداری که توسط این گروه ثابت باقی می‌مانند نیز تحت کروشه لی بسته بوده و این رو خود تشکیل یک جبر لی می‌دهند.
3. ما این روش ساختن را هنگامی که منیفلد {\displaystyle M}، فضای زیرین یک گروه لی چون {\displaystyle G} باشد نیز به کار می‌بریم، که در آن {\displaystyle G} روی {\displaystyle G=M}، از طریق انتقال‌های چپی چون {\displaystyle L_{g}(h)=gh} کنش می‌کند. این نشان می‌دهد که فضای میدان‌های برداری ناوردای چپ (میدان‌های برداری که برای هر {\displaystyle h\in G} در {\displaystyle L_{g^{*}}X_{h}=X_{gh}} صدق می‌کنند، که در آن {\displaystyle L_{g^{*}}} نشانگر دیفرانسیل {\displaystyle L_{g}} است) روی یک گروه لی، تحت کروشه لی از میدان‌های برداری تشکیل جبر لی می‌دهد.
4. هرکدام از بردارهای مماس در همانی یک گروه لی را می‌توان با انتقال چپ بردار مماس به سایر نقاط منیفلد، به میدان برداری ناوردای چپ توسعه داد. به‌طور خاص، توسعه ناوردای چپ از یک عنصر {\displaystyle v} فضای مماس در همانی، میدان برداری است که با {\displaystyle v_{g}^{\wedge }=L_{g^{*}}v} تعریف می‌شود. این‌ها فضای مماس {\displaystyle T_{e}G} را با کمک فضای میدان‌های برداری ناوردای چپ در عنصر همانی مشخص می‌کنند؛ لذا، فضای مماس حاصل در عنصر همانی را جبر لی گروه {\displaystyle G} نامیده و اغلب با نماد {\displaystyle {\mathfrak {g}}} (فراکتور جی) نمادگذاری می‌گردد. ازین رو، کروشه لی روی {\displaystyle {\mathfrak {g}}} را به صورت صریح با {\displaystyle \left[v,w\right]=\left[v^{\wedge },w^{\wedge }\right]_{e}} نمایش می‌دهند.

جبر لی {\displaystyle {\mathfrak {g}}}، متناهی-بعدی بوده و دارای بعدی برابر با منیفلد {\displaystyle G} است. جبر لی {\displaystyle G}، گروه {\displaystyle G} را در حد «یکریختی موضعی» تعیین می‌کند، به گونه‌ای که دو گروه لی را موضعاً یکریخت نامند اگر نزدیک عنصر همانی شبیه هم باشند. مسائل مربوط به گروه‌های لی را اغلب، ابتدا با حل مسئله متناظرش در جبرهای لی حل کرده، سپس نتیجه آن برای گروه‌ها اغلب در پی آن به راحتی بدست می‌آیند. به عنوان مثال، برای رده‌بندی گروه‌های لی ساده، اغلب ابتدا به سراغ رده‌بندی جبرهای لی متناظرشان می‌روند.
همچنین ما می‌توانیم ساختار یک جبر لی روی {\displaystyle T_{e}} را با استفاده از میدان‌های برداری ناوردای راست، به جای میدان‌های برداری ناوردای چپ تعریف کنیم. این منجر به جبر لی یکسانی می‌گردد، چرا که می‌توان جهت یکی‌سازی میدان‌های برداری ناوردای چپ با میدان‌های برداری ناوردای راست، از نگاشت معکوس روی گروه {\displaystyle G} استفاده کرد که روی فضای مماس {\displaystyle T_{e}} به عنوان ۱- عمل می‌کند.
همچنین، ساختار جبر لی روی {\displaystyle T_{e}} را می‌توان به این صورت توصیف نمود که عمل جابجاگر:
{\displaystyle (x,y)\rightarrow xyx^{-1}y^{-1}}
روی {\displaystyle G\times G}، عنصر {\displaystyle (e,e)} را به {\displaystyle e} می‌فرستد، چنان‌که مشتقش عملگر دوخطی روی {\displaystyle T_{e}G} را نتیجه می‌دهد. این عملگر دوخطی در حقیقت نگاشت صفر است، اما مشتق دوم، تحت یکی‌سازی مناسبی از فضاهای مماس، منجربه عملگری می‌شود که در اصول موضوعه کروشه لی صدق کرده و دو برابر چیزی است که از طریق میدان‌های برداری ناوردای چپ تعریف می‌شود.

### هم‌ریختی‌ها و یکریختی‌ها
اگر {\displaystyle G} و {\displaystyle H} گروه‌های لی باشند، آنگاه هم‌ریختی گروهی چون {\displaystyle f\colon G\rightarrow H} یک هم‌ریختی گروهی هموار خواهد بود. در مورد گروه‌های لی مختلط، چنین هم‌ریختی‌هایی باید نگاشت هولومورف باشند. با این حال، این الزامات کمی سخت‌گیرانه اند؛ مشخص می‌شود که هر هم‌ریختی پیوسته بین گروه‌های لی حقیقی، تحلیلیِ حقیقی اند.
ترکیب دو هم‌ریختی لی مجدداً یک هم‌ریختی بوده و رده تمام گروه‌های لی به همراه این ریخت‌ها، تشکیل یک رسته می‌دهند. به علاوه، هر هم‌ریختی گروه لی، یک هم‌ریختی بین جبرهای لی متناظرشان را القاء می‌کند. فرض کنید {\displaystyle \phi \colon G\rightarrow H} یک هم‌ریختی گروه لی بوده و {\displaystyle \phi _{*}} مشتق آن در همانی باشد. اگر جبرهای لی {\displaystyle G} و {\displaystyle H} را با فضاهای مماسشان در عناصر همانی بشناسیم، آنگاه {\displaystyle \phi _{*}} نگاشتی بین جبرهای لی متناظر خواهد بود:
{\displaystyle \phi _{*}\colon {\mathfrak {g}}\rightarrow {\mathfrak {h}}}
می‌توان نشان داد که {\displaystyle \phi _{*}} در حقیقت هم‌ریختی یک جبر لی است (یعنی نگاشت خطی است که کروشه لی را حفظ می‌کند). سپس به زبان نظریه رسته‌ها، تابعگون هم‌وردایی از رسته گروه‌های لی به رسته جبرهای لی داریم که یک گروه لی را به جبر لی اش برده و هم‌ریختی گروه لی را به مشتقش در همانی می‌برد.
دو گروه لی را یکریخت نامیده اگر هم‌ریختی دو سویه‌ای بینشان وجود داشته باشد که معکوسش نیز یک هم‌ریختی گروه لی باشد. به‌طور معادل، این هم‌ریختی دیفئومورفیسمی است که هم‌ریختی گروهی نیز می‌باشد.

### یک‌ریختی‌های گروه/جبر لی
گروه‌های لی یکریخت، لزوماً جبرهای لی یکریختی نیز دارند؛ سپس پرسیدن این سؤال منطقی خواهد بود که یکریختی رده‌های گروه‌های لی چگونه با یکریختی رده‌های جبرهای لی مرتبط می‌شود.
اولین نتیجه در این جهت، قضیه سوم لی است، که بیان می‌کند هر جبر لی حقیقی متناهی-بعدی، جبر لی یک گروه لی (خطی) است. یک راه جهت اثبات قضیه سوم لی، استفاده از قضیه آدو است، که می‌گوید هر جبر لی حقیقی متناهی بعدی، یکریخت با یک جبر لی ماتریسی است. ضمن این که، برای هر جبر لی ماتریسی متناهی-بعدی، یک گروه خطی (گروه لی ماتریسی) وجود دارد که آن جبر، جبرِ لی اش باشد.
از سوی دیگر، گروه‌های لی با جبرهای لی یکریخت، لزوماً یکریخت نیستند. به علاوه، این نتیجه حتی هنگامی که فرض کنیم گروه‌ها همبند هستند نیز درست باقی می‌ماند. به بیان دیگر، ساختار سرتاسری روی یک گروه لی توسط جبر لی اش تعیین نمی‌شود؛ به عنوان مثال، اگر {\displaystyle Z} یک زیرگروه گسسته دلخواه از مرکز {\displaystyle G} باشد، آنگاه {\displaystyle G} و {\displaystyle G/Z} دارای جبرهای یکسانی خواهند بود (برای دیدن مثال‌ها، جدول گروه‌های لی را ببینید). از جمله مثال‌های مهم در فیزیک، گروه‌های {\displaystyle SU(2)} و {\displaystyle SO(3)} اند. این دو گروه دارای جبرهای لی یکریخت می‌باشند، اما خود این گروه‌ها یکریخت نیستند، چرا که {\displaystyle SU(2)} برخلاف {\displaystyle SO(3)}، همبند ساده است.
از سوی دیگر، اگر بر روی گروه‌های لی شرط همبند ساده بودن را قرار دهیم، آنگاه ساختار سرتاسری توسط جبرهای لی اش تعیین می‌گردد: دو گروه لی همبند ساده ای که جبرهای لی یکریخت داشته باشند، یکریخت خواهند بود (زیربخش بعدی را جهت اطلاعات بیشتر در مورد گروه‌های لی همبند ساده ببینید). لذا ممکن است با توجه به قضیه سوم لی، بتوان گفت که تناظر یک-به-یکی بین رده‌های یکریختی جبرهای لی حقیقی متناهی-بعدی و رده‌های یکریختی گروه‌های لی همبند ساده وجود دارد.

### گروه‌های لی همبند ساده
گروه لی چون {\displaystyle G} را همبند ساده گویند اگر هر کمان بسته (یا حلقه، loop) در {\displaystyle G} را بتوان به‌طور پیوسته به یک نقطه در {\displaystyle G} منقبض نمود. این مفهوم به دلیل نتیجه زیر، که از فرض همبند ساده بودن استفاده رده، مهم تلقی می‌شود:
قضیه: فرض کنید {\displaystyle G} و {\displaystyle H} گروه‌های لی با جبرهای {\displaystyle {\mathfrak {g}}} و {\displaystyle {\mathfrak {h}}} بوده به طوری که {\displaystyle f\colon {\mathfrak {g}}\rightarrow {\mathfrak {h}}} همریختی جبر لی باشد. اگر {\displaystyle G} همبند ساده باشد، همریختی گروه لی یکتایی چون {\displaystyle \phi \colon G\rightarrow H} وجود دارد چنان‌که {\displaystyle \phi _{*}=f}، که در آن {\displaystyle \phi _{*}} دیفرانسیل {\displaystyle \phi } در عنصر همانی است.
قضیه سوم لی می‌گوید که هر جبر لی حقیقی متناهی بعدی، جبر لی یک گروه لی است. از قضیه سوم لی و نتیجه پیشین نتیجه می‌شود که هر جبر لی حقیقی متناهی-بعدی، جبر لی یک گروه لی همبند ساده یکتا است.
مثالی از یک گروه همبند ساده، گروه یکانی خاص {\displaystyle \operatorname {SU} (2)} است که به عنوان یک منیفلد، ۳-کره است. از سوی دیگر، گروه دورانی {\displaystyle \operatorname {SO} (3)} همبند ساده نیست (توپولوژی {\displaystyle \operatorname {SO} (3)}). شکست {\displaystyle \operatorname {SO} (3)} در همبند ساده بودن، ارتباط تنگاتنگی با تمایز بن اسپین صحیح و اسپین نیم-صحیح در مکانیک کوانتومی دارد. مثال‌های دیگری از گروه‌های لی همبند ساده شامل گروه یکانی خاص {\displaystyle \operatorname {SU} (n)}، گروه اسپین (پوشش مضاعف گروه دورانی) {\displaystyle \operatorname {Spin} (n)} برای {\displaystyle n\geq 3} و گروه سیمپلکتیک فشرده {\displaystyle \operatorname {Sp} (n)}.
روش‌های تعیین همبند ساده بودن یا نبودن یک گروه لی، در مقاله گروه‌های بنیادی، گروه‌های لی بحث شده است.

### نگاشت نمایی
نگاشت نمایی از جبر لی {\displaystyle M(n;\mathbb {C} )} مربوط به گروه خطی عام {\displaystyle \operatorname {GL} (n;\mathbb {C} )} به {\displaystyle \operatorname {GL} (n;\mathbb {C} )}، توسط ماتریس نمایی تعریف شده و برای ماتریس‌هایی همچون {\displaystyle X}، به صورت سری توانی معمولی زیر تعریف می‌گردد:
{\displaystyle \exp(X)=1+X+{\frac {X^{2}}{2!}}+{\frac {X^{3}}{3!}}+\cdots }
اگر {\displaystyle G} زیرگروه بسته‌ای از {\displaystyle \operatorname {GL} (n;\mathbb {C} )} باشد، نگاشت نمایی، جبر لی {\displaystyle G} را به {\displaystyle G} خواهد نگاشت؛ ازین رو، برای تمام گروه‌های ماتریسی نگاشتی نمایی وجود خواهد داشت. هر عضو از {\displaystyle G} که به میزان کافی به عنصر همانی نزدیک باشد، تابع نمایی از یک ماتریس در جبر لی خواهد بود.
استفاده از تعریف فوق ساده است، اما این تعریف برای گروه‌های لی که شکل ماتریسی نداشته باشند قابل استفاده نبوده و مشخص نیست که نگاشت نمایی یک گروه لی به نمایشش به عنوان یک گروه ماتریسی، وابستگی ندارد. می‌توانیم هردوی این مشکلات را با استفاده از تعریفی مجرد تر از نگاشت نمایی که برای تمام گروه‌های لی کار می‌کند، حل کنیم. این تعریف در ادامه خواهد آمد.
برای هر بردار چون {\displaystyle X} در جبر لی {\displaystyle {\mathfrak {g}}} از {\displaystyle G} (یعنی فضای مماس بر {\displaystyle G} در همانی)، می‌توان اثبات کرد که زیرگروه تک-پارامتری یکتایی چون {\displaystyle c\colon \mathbb {R} \rightarrow G} چنان وجود دارد که {\displaystyle c'(0)=X}. زیرگروه تک-پارامتری بودن {\displaystyle {\mathfrak {c}}}، به این معنا است که {\displaystyle {\mathfrak {c}}} نگاشت همواری به توی {\displaystyle G} است و این که برای تمام {\displaystyle s} و {\displaystyle t}:
{\displaystyle c(s+t)=c(s)c(t)\ }
عمل سمت راست رابطه بالا، ضرب گروهی در {\displaystyle G} است. شباهت صوری این فرمول با خاصیت توابع نمایی، تعریف زیر را توجیه می‌کند:
{\displaystyle \exp(X)=c(1).\ }
به نگاشت فوق، نگاشت نمایی گفته می‌شود. این نگاشت، جبر لی {\displaystyle {\mathfrak {g}}} را به توی گروه لی {\displaystyle G} می‌نگارد. این نگاشت، دیفئومورفیسمی بین همسایگی صفر در {\displaystyle {\mathfrak {g}}} و یک همسایگی از عنصر همانی {\displaystyle e} در {\displaystyle G} را ارائه می‌نماید. نگاشت نمایی، تعمیمی از تابع نمایی برای اعداد حقیقی (چون {\displaystyle \mathbb {R} }، جبر لی از گروه لی اعداد حقیقی مثبت تحت ضرب می‌باشد)، اعداد مختلط (چون {\displaystyle \mathbb {C} }، جبر لی از گروه لی اعداد مختلط ناصفر تحت ضرب می‌باشد)، و ماتریس‌ها (چون {\displaystyle \operatorname {M} (n,\mathbb {R} )}، به همراه جابجاگر عادی اش، جبر لی از گروه لی {\displaystyle \operatorname {GL} (n,\mathbb {R} )} می‌باشد) است.
از آنجا که نگاشت نمایی روی برخی از همسایگی‌های {\displaystyle N} از {\displaystyle e}، پوشا است، اغلب به عناصر جبر لی، مولدان بی‌نهایت‌کوچک از گروه {\displaystyle G} گفته می‌شود. زیرگروه {\displaystyle G} تولید شده توسط {\displaystyle N}، مؤلفه همانی {\displaystyle G} است.
نگاشت نمایی و جبر لی، ساختار گروه موضعی هر گروه لی همبند را تعیین می‌کنند. علت آن، فرمول بیکر-کمپبل-هاسدورف است: همسایگی چون {\displaystyle U} از عنصر صفر {\displaystyle {\mathfrak {g}}} چنان موجود است که برای {\displaystyle X,Y\in U} داریم:
{\displaystyle \exp(X)\,\exp(Y)=\exp \left(X+Y+{\tfrac {1}{2}}[X,Y]+{\tfrac {1}{12}}[\,[X,Y],Y]-{\tfrac {1}{12}}[\,[X,Y],X]-\cdots \right),}
به طوری که جملات حذف شده معلوم بوده و مربوط به کروشه‌های لی روی چهار عضو یا بیشتر می‌شوند. هرگاه  {\displaystyle X} و {\displaystyle Y} جابه‌جا شوند، این فرمول به قانون نمایی رایج تقلیل پیدا می‌کند: {\displaystyle \operatorname {exp} (X)\operatorname {exp} (Y)=\operatorname {exp} (X+Y)}
نگاشت نمایی، هم‌ریختی‌های گروه لی را به هم مرتبط می‌سازد؛ یعنی، اگر {\displaystyle \phi \colon G\rightarrow H} یک هم‌ریختی گروه لی بوده و {\displaystyle \phi _{*}\colon {\mathfrak {g}}\rightarrow {\mathfrak {h}}}، نگاشت القاء شده روی جبرهای لی متناظر با آن باشند، سپس برای تمام {\displaystyle x\in {\mathfrak {g}}} داریم:
{\displaystyle \phi (\exp(x))=\exp(\phi _{*}(x)).\,}
به بیان دیگر، نمودار زیر جابجا می‌شود:
(نماد exp، تبدیل طبیعی از یک تابعگون لی به تابعگون همانی روی رسته گروه‌های لی است)
نگاشت نمایی از جبر لی به گروه لی همیشه پوشا (بِرو) نیست، حتی اگر گروه مورد نظر همبند باشد (گرچه که برای گروه‌های همبندی که فشرده یا پوچتوان باشند، پوشا است). به عنوان مثال، نگاشت نمایی {\displaystyle \operatorname {SL} (2,\mathbb {R} )}، پوشا نیست. همچنین، نگاشت نمایی برای گروه‌های لی بی‌نهایت-بعدی (پایین را ببینید) که روی فضای فرشه {\displaystyle \mathbb {C} ^{\infty }} مدل شده باشند، نه پوشا و نه یک-به-یک اند، حتی برای همسایگی‌های به دلخواه کوچکی از صفر به همسایگی متناظرش از ۱.

### زیرگروه لی
زیرگروه لی چون {\displaystyle H} از گروه لی {\displaystyle G}، یک گروه لی است، یعنی زیرمجموعه ای از {\displaystyle G} که نگاشت شمول از {\displaystyle H} به {\displaystyle G} را ایمرژن (جادهنده) و هم‌ریختی گروهی کند. براساس قضیه کارتان، زیرگروه بسته‌ای از {\displaystyle G}، ساختار هموار یکتایی را می‌پذیرد که آن را تبدیل به زیرگروه لی نشانده شده‌ای در {\displaystyle G} می‌کند، یعنی، زیرگروه لی که نگاشت شمول را تبدیل به نشاندن هموار می‌کند.
مثال‌های متعددی از زیرگروه‌های نا-بسته موجودند؛ به عنوان مثال، فرض کنید {\displaystyle G} چمبره دو بعدی یا بیشتر بوده و {\displaystyle H} زیرگروه تک-پارامتری با شیب گنگ باشد، یعنی، زیرگروهی که حول {\displaystyle G} بپیچد. سپس هم‌ریختی گروه لی چون {\displaystyle \varphi \colon \mathbb {R} \to G} موجود است به طوری که {\displaystyle \operatorname {im} (\varphi )=H}. بستار {\displaystyle H} زیرچمبره‌ای در {\displaystyle G} خواهد بود.
نگاشت نمایی، تناظر یک-به-یکی بین زیرگروه‌های لی همبند از یک گروه لی همبند چون {\displaystyle G} و زیرجبرهای جبر لی از {\displaystyle G} برقرار می‌سازد. اغلب، زیرگروه متناظر با یک زیرجبر، زیرگروه بسته نیست. هیچ محکی وجود ندارد که صرفاً براساس ساختار {\displaystyle G} کار کند و تعیین کند که چه زیرجبرهایی متناظر با زیرگروه‌های بسته‌اند.

## نمایش‌ها
یکی از جنبه‌های مهم مطالعه گروه‌های لی، نمایش‌هایشان است، یعنی روشی که (به صورت خطی) روی فضاهای برداری کنش می‌کنند. در فیزیک، گروه‌های لی اغلب اطلاعات مربوط به تقارن‌های یک سامانه فیزیکی را در خود می‌گنجانند. نظریه نمایش کمک می‌کند که از تقارن جهت تحلیل سامانه استفاده شود. به عنوان مثال، معادله وابسته-به-زمانِ شرودینگر در مکانیک کوانتومی را در نظر بگیرید: {\displaystyle {\hat {H}}\psi =E\psi }. فرض کنید سامانه مذکور دارای تقارن گروه دورانی {\displaystyle \operatorname {SO} (3)} باشد، یعنی عملگر همیلتونی {\displaystyle {\hat {H}}} روی تابع موج {\displaystyle \psi }. با کنش {\displaystyle \operatorname {SO} (3)} جابجا می‌شود (یک مثال مهم از چنین سامانه ای، اتم هیدروژن است که دارای یک مدار کروی است). این فرض لزوماً به معنی این نیست که جواب‌های {\displaystyle \psi }، توابع ناوردای دورنی اند، بلکه به این معنی است که فضای جواب‌های {\displaystyle {\hat {H}}\psi =E\psi } تحت دوران (برای هر مقدار ثابت از {\displaystyle E}) ناوردا است؛ لذا این فضا، نمایشی از {\displaystyle \operatorname {SO} (3)} را تشکیل می‌دهد. این نمایش‌ها رده‌بندی شده و رده بندیشان منجر به ساده‌سازی قابل توجه مسئله مربوط به اتم هیدروژن می‌شود، به گونه ای که اساساً معادلات دیفرانسیل با مشتقات جزئی در سه بعد، تبدیل به یک معادله دیفرانسیل معمولی یک بعدی می‌شود.
به‌طور ویژه، حالت مربوط به گروه لی فشرده همبندی چون {\displaystyle K} (شامل حالت {\displaystyle \operatorname {SO} (3)} که اخیراً ذکر شد)، مهار شدنی است. در این حالت، هر نمایش متناهی-بعدی از {\displaystyle K} به جمع مستقیم نمایش‌های تحویل ناپذیر تجزیه می‌گردد. نمایش‌های تحویل‌ناپذیر نیز توسط هرمان ویل رده‌بندی شده‌اند. این رده‌بندی براساس «بیشترین وزن» نمایش است. این رده‌بندی ارتباط نزدیکی با رده‌بندی نمایش‌های یک جبر لی نیم-ساده دارد.
همچنین می‌توان نمایش‌های یکانی (در حالت کلی بی‌نهایت-بعدی) از یک گروه لی دلخواه (که لزوماً فشرده نیست) را نیز مطالعه نمود. به عنوان مثال، امکان توصیف ساده نسبی از نمایش‌های گروه {\displaystyle \operatorname {SL} (2,\mathbb {R} )} و نمایش‌های گروه پوانکاره وجود دارد.

## ارجاعات
1. ↑  Arthur Tresse (1893). "Sur les invariants différentiels des groupes continus de transformations". Acta Mathematica. 18: 1–88. doi:10.1007/bf02418270.
2. ↑  Borel (2001).
3. ↑  (Rossmann 2001، Chapter 2.)
4. ↑  (Hall 2015) Corollary 3.45
5. 1 2  (Hall 2015)
6. ↑  (Rossmann 2001)
7. ↑  (T. Kobayashi–T. Oshima، Definition 5.3.)
8. ↑  (Helgason 1978، Ch. II, § 2, Proposition 2.7.)
9. ↑  (Hall 2015) Theorem 3.20
10. ↑  But see (Hall 2015), Proposition 3.30 and Exercise 8 in Chapter 3
11. ↑  (Hall 2015) Corollary 3.50. Hall only claims smoothness, but the same argument shows analyticity.
12. ↑  (Hall 2015) Theorem 5.20
13. ↑  (Hall 2015) Example 3.27
14. ↑  (Hall 2015) Section 1.3.4
15. ↑  (Hall 2015) Corollary 5.7
16. ↑  (Hall 2015) Theorem 5.6
17. ↑  (Hall 2015) Section 13.2
18. ↑  (Hall 2015) Theorem 3.42
19. ↑  (Hall 2015) Theorem 5.20
20. ↑  (Hall 2015) Part III